# Comunión espiritual
La Comunión espiritual es una oración con la que el fiel católico expresa el deseo de recibir a Jesucristo en la Eucaristía sin efectuar materialmente la comunión sacramental, es decir, sin recibir la hostia consagrada. Se utiliza sobre todo como una preparación para la Santa Misa o en los casos en los que es imposible acudir a ella. 
Esta práctica está bien establecida en la Iglesia católica y muy recomendada por muchos santos, de acuerdo con san Juan Pablo II, quien explicó que la práctica de este deseo constante de Jesús en la Eucaristía tiene su raíz en la perfección última de la comunión eucarística, que es el fin último de todo deseo humano.

## Doctrina
La Comunión espiritual no es primordialmente una sustitución de la Comunión sacramental, sino más bien anticipación y extensión de sus frutos. Según la doctrina católica, las Comuniones espirituales deben siempre tener la Comunión sacramental como meta. 
La Comunión espiritual puede repetirse muchas veces al día. Puede hacerse en la iglesia o fuera de ella, a cualquier hora del día o de la noche, antes o después de las comidas. Los que están en pecado mortal deben hacer un acto previo de contrición, si quieren recibir el fruto de la Comunión espiritual.
Un acto de comunión espiritual, expresado mediante cualquier fórmula devota, es recompensado con una indulgencia parcial.